# Kanadai hiúz
A kanadai hiúz vagy sarki hiúz (Lynx canadensis) a ragadozók (Carnivora) rendjébe és a macskafélék (Felidae) családjába tartozó faj.

## Előfordulása
Amerika északi részein, Kanada és az Amerikai Egyesült Államok területén honos. Dél felé a Nagy-tavak övéig, nyugat felé pedig a Sziklás-hegységig található. Leginkább erdős vidékeken tartózkodik.

## Alfajok
- Lynx canadensis mollipilosus
- Lynx canadensis subsolanus

## Megjelenése

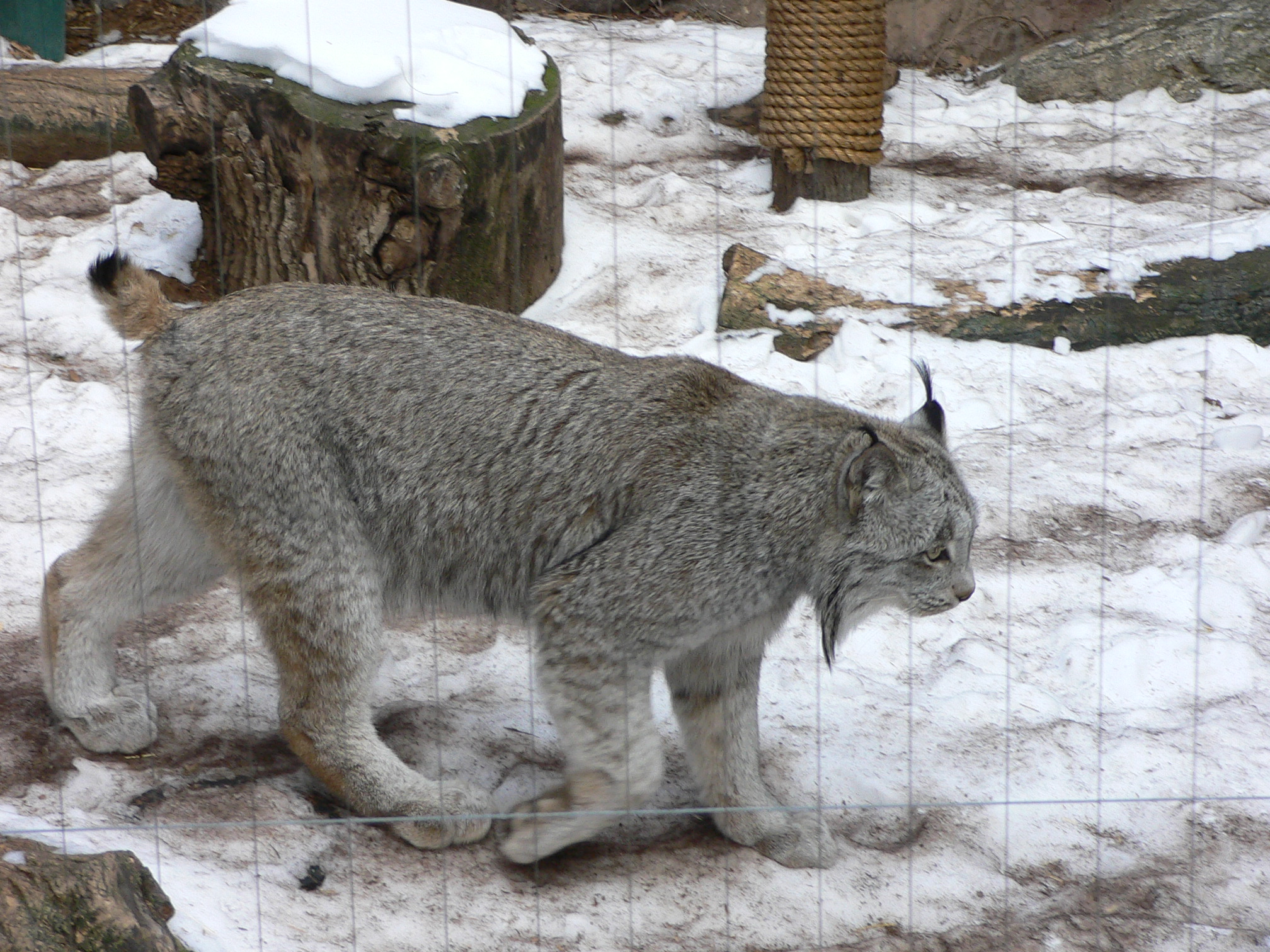

Egy teljesen kifejlődött példány hossza 76–106 centiméter, amiből 5–12 centimétert a farokra kell számítanunk; marmagassága 48–56 centiméter. Kitűnik tehát, hogy a kanadai hiúz valamivel kisebb termetű az eurázsiai hiúznál. Bundája sűrűbb és hosszabb szőrű, mint európai rokonáé, barkója és fülpamata is nagyobb. Gereznájának uralkodó színe barnás ezüstszürke, a sötétkék foltok a háton alig, a törzs két oldalán is csak kevéssé tűnnek ki. Törzsének két oldalát és lábszárait hullámos, de annyira halvány sávok szelik át, hogy csak közelről vehetők észre; bizonyos távolságba már teljesen beleolvadnak az alapszínbe. A lábak külső oldalán valamivel élénkebb a sávos mustrázat, valóságos foltokat azonban csak a karok belső oldalán, a könyök táján láthatunk. A test felső oldalának színezete észrevehető fokozat nélkül megy át az alsó testoldal szennyesszürke, a hason pedig sötétszürke alapszínébe. Orra hússzínű, ajkai sárgásbarnák, az ajkak széle sötétbarna, pofája világosszürke, homloka valamivel sötétebb és hosszában csíkolt. Füle tövén szürkésbarna, szélén feketebarna, középső részén nagy, fehér folttal díszített, belső oldala pedig hosszú, sárgás szőrrel borított. Barkója, az állkapocs két oldalán lévő, meglehetősen nagy fekete foltot nem számítva, világosszürke; farka felső oldalán vörhenyes és sárgásfehér sávok váltakoznak, alsó oldalán egyenletesen világossárga; a farokvég fekete. A bunda egyes szőrei tövükön sárgásbarnák, följebb sötét, majd szürkéssárga gyűrűvel tarkázottak, hegyük pedig fekete, vagy szürke. Bajuszsörtéinek legtöbbje fehér, néhánya azonban fekete. Nyári gereznája inkább vörhenyesbe, a téli pedig inkább ezüstfehérbe játszó.

## Életmódja
A kanadai hiúz elsősorban éjjeli állat, akárcsak főprédája, a hócipős nyúl. Ennek ellenére nappal is megfigyelhető.
 Az állat napi 8–9 km-t tehet meg, 0,75–1,46 km/h sebességgel mozoghat a zsákmányszerzés érdekében. Jó úszó, van beszámoló arról, hogy egy példány 3,2 km-t úszott át a Yukon-folyón. A kanadai hiúz ügyes mászó és elkerüli a ragadozókat, ha magasra mászik fel a fára, de csak a földön szokott vadászni. Elsősorban magányos életmódú, minimális szociális intreakcióval rendelkezik, kivéve az anyaállatok és a nőnemű utódaik közötti köteléket, illetve az ellenkező nemű egyedek közötti ideiglenes "párkapcsolatot" a párzási időszak idején. Az azonos nemű egyedek különösen hajlamosak egymást elkerülni, kialakítva egyfajta "intraszexuális" territóriumokat - ezen társadalmi struktúra megfigyelhető a medvék, pumák és menyétfélék esetében. A fajon belüli agresszió és az ebből származó kannibalizmus ritka, de élelemhiányos időszakban gyakoribbá válhat.

## Fordítás
- Ez a szócikk részben vagy egészben  a   Canada lynx című angol Wikipédia-szócikk ezen változatának fordításán alapul.  Az eredeti cikk szerkesztőit annak laptörténete sorolja fel. Ez a jelzés csupán a megfogalmazás eredetét és a szerzői jogokat jelzi, nem szolgál a cikkben szereplő információk forrásmegjelöléseként.